# Sumur Kuning
Sumur Kuning is een bestuurslaag in het regentschap Bangkalan van de provincie Oost-Java, Indonesië. Sumur Kuning telt 3267 inwoners (volkstelling 2010).